# Dejsa
Dejsa är att medvetet eller omedvetet backa med en segelbåt eller röra ett segelfartyg eller en segelbåt bakåt med vindens hjälp. Detta sker genom att man ligger i vindögat utan att seglen är fyllda och pressas bakåt av vinden. Dejsa kan också innebära att strömt vatten gör att båten glider bakåt. 
Att medvetet dejsa görs genom att försegel och storsegel förs ut åt båtens babords- respektive styrbordssida manuellt. Idag används manövern mer sällan, utan de flesta backar med hjälp av motorn. Dock förekommer det ibland vid kappsegling för att undvika att båten passerar startlinjen före startskottet.